# Elvira Zulueta Ruiz de Gámiz
Elvira Zulueta Ruiz de Gámiz (Vitoria, 27 de julio de 1871-Vitoria, 1917) fue una benefactora vitoriana.

## Biografía
Hija de Juana María Ruiz de Gámiz (nacida en Betoño en 1841) y de Julián Zulueta. Al parecer su primera residencia fue la casa de su abuela y a ella volvía con su familia cada vez que regresaban a Vitoria mientras vivió su padre. No tuvieron una casa propia en Vitoria hasta que se asentaron en 1882.
Ella, junto con su madre y su tía Luisa Ruiz de Gámiz realizaban obras caritativas. Su madre creó una escuela en Anúcita, pueblo del que era originario su padre, arreglos en la iglesia de ese mismo pueblo y otras fundaciones piadosas.
El 18 de mayo de 1905, a los 34 años se casó con Ricardo Augustin Ortega, abogado, miembro del partido conservador, miembro de distintas asociaciones y promotor inmobiliario. Durante un tiempo vivieron en casa de su madre, luego se trasladaron al Palacio Augustín-Zulueta, una vez construido en 1916 en el Paseo de la Senda 3 y diseñado por Julián Apraiz y Javier de Luque, donde solo vivió un año.
El día antes de su muerte realizó unas últimas disposiciones y adiciones en su testamento. En su testamento, estableció que quería legar su fortuna a la Iglesia para limpiar sus pecados y los de su padre, que hizo fortuna con el sudor y la sangre de esclavos en Cuba. Gracias a sus generosas donaciones se realizó el nuevo Seminario (casi se pagó en su totalidad con su aportación), viviendas para el clero, arqueta de reliquias, corona para la Virgen de Estibaliz, donaciones para la Procesión de los Faroles (pendones, faroles). Además de sus donaciones, su palacio es sede del Museo de Bellas Artes de Álava.
El 23 de septiembre de 1917 murió a los 46 años. La capilla ardiente se instaló allí mismo y de allí partió hacia el cementerio de Santa Isabel, a la capilla donde ya reposaba su padre. El cortejo funerario fue espectacular, asilados del hospicio con hachones, 40 capellanes, los obispos de Ciudad Real y Orihuela, cientos de personas.
Sus restos fueron trasladados en 1942 a la capilla de cristo rey del Seminario Diocesano, a un sepulcro neogótico de mármol de carrara decorado con 13 figuras de santos vinculados a Álava, Vizcaya y Guipúzcoa. Tiene una lápida cuya inscripción dice: "Aquí yacen los ilustres bienhechores de este Seminario, D. Ricardo Augustin y Ortega, Conde de Dávila y su esposa Doña Elvira Zulueta Ruiz de Gámiz, suplican una oración por sus almas. RIP".

## Reconocimientos
- Una calle de Vitoria lleva su nombre.[7]